# حيرم الغمراوي
حيرم الغمراوى (19 يناير 1924 - 17 مارس 1999) هو كاتب أغاني وصحفي مصري.

## حياته
كاتب ومؤلف أغاني وسياسي وصحفي مصري، بعد ما أنهى دراسته الإبتدائية كتب الشعر وهو في سن 12سنه وبعدها أتم دراسته الثانوية في بلده مدينة ميت غمر. انطلق بعدها إلى القاهرة ليكمل دراسته الجامعية ويحصل على ليسانس في الصحافة من الجامعة الأمريكية والتحق بمؤسسة دار الهلال الصحفية وعمل محرر بها، فلفت النظر بسبقه الصحفي الشهير مع أستاذ الجيل أحمد لطفي السيد الذي كان يرفض أي مقابلات صحافية. ظل يعمل بؤسسة دار الهلال لمدة 17 سنه وبعدها انتقل إلى جريدة الجمهورية التي نشأت مع ثورة يوليو 1952، وبعدها عمل رئيس لتحرير مجلة الصحراء في سنة 1956.
من الناحية السياسية، فاز بعضوية مجلس الأمة (مجلس النواب حاليا) عن دائرة ميت غمر سنة 1957 بعد معركة شرسة مع عدد من أصحاب الألقاب القديمة التي ألغتها الثورة.
كان محبوبا جماهيريًا وشعبيًا، فقام بإنشاء مصنع الغزل بميت غمر وأيضا مصنع النسيج بمدينة زفتى المجاورة لتصبح شركة كبرى للغزل والنسيج يقوم بإدارتها مما أبعده عن التأليف والصحافة والفن.
ألّف حيرم الغمراوي لنجوم الغناء والطرب في زمنه، ففي سنة 1952 ألّف كتابه (زهور في روضة الأدب الشعبي) الذي نفذ فور صدوره واعتبره النقاد أفضل ما كتب في هذا المجال.
بدأت مرحلة جديدة في حياة حيرم الغمراوي بعد قيام الثورة، فكتب أغنية (موكب الحرير) لكارم محمود، والتي تعتبر أول تدخل فني حاسم مع الثورة، مثل ذكر الموسيقار عمار الشريعي، وفي سنة 1954 لمع نجمه عندما غنى له محمد عبد الوهاب أغنيته الشهيرة (والله ما أنا سالي).
في نفس السنة، لحّن له رياض السنباطي أغنية (جمال الروح) التي غنتها كوكب الشرق أم كلثوم، ونتيجة خلاف طارئ في الوقت أت أعطى السنباطي الأغنية للفنانة نازك.
في سنة 1954 كتب أغنية "يا اللي أنت بعيد" لمحمد فوزي، واشترك في كتابة أغاني فيلم (علشان عيونك) لعبد العزيز محمود. بعدها كتب مجموعة من الأغاني العاطفية مثل "العشرة هانت" لمحمد فوزي و"قولك إيه يا قلبي" و"احترت أشبه حسنه بإيه" لرجاء عبده، و"بزيادة يا قلبي" لحفصة حلمي، و"يا صغيرين ع الهوى" لعبد العزيز محمود، و"حلاوتهم ورموش الغزال" لفايدة كامل، و (عصفور جريح) لملك و (عالبحر يا عين) لشادية و (يا حلو تحت التوتة) لنازك و (عاد الغريب بالليل) و (عابر سبيل) لنجاة علي، و (حب الجمال) لحورية حسن و (غاوي الحمام) لأحلام.
كتب أيضا مجموعة من أغاني المناسبات والأغاني الاجتماعية مثل (مبروك عليك يا معجباني) و (صباحية مباركة) و (خليلي حليلي) لشريفة فاضل و (ولادي حبايبي) لمديحة عبد الحليم و (خليك وداد) لهدى سلطان و (حلمك يا حبيبي عليا) لفايدة كامل و (ست الكل) للتلباني.

## فيلموجرافيا
تأليف (4)
- منتهى الفرح

1963 - فيلم
(مؤلف الأغاني)
- خليك مع الله (فيلم)

1954 - فيلم
(مؤلف الأغاني)
- علشان عيونك (فيلم)

1954 - فيلم
(كلمات الأغاني)
- ست البيت (فيلم)

1949 - فيلم
(مؤلف الأغاني)

## صوره الغنائية
- حسن الفكهاني الملحن: سيد مصطفي، المخرج: محمود إسماعيل، الغناء: محمد قنديل ـ فايدة كامل، التمثيل: صلاح منصور ـ عايدة كامل
- ابن عروس : ألحان: سيد مصطفى غناء: حورية حسن ومحمد قنديل وأحمد عبد الله وسيد حواس تمثيل: أحمد راضي وشفيق نور الدين وليلى فهمي وفاخر فاخر وصلاح منصور
- من مصر لاسكندرية برنامج غنائي وأصوات عباس البليدي ومحمد رشدي وعصمت عبد العليم والمجموعة ومن ألحان محمود الشريف
- شجرة الدر
- جنة الصحراء: غناء عباس البليدي وشفيق جلال وهند علام وألحان فؤاد حلمي

## أشهر أعماله
| اسم الفنان          | اسم الأغنية                                                                                          |
| ------------------- | --- |
| عبد العزيز محمود    | يا ليل يا أبو الليالي                                                                                |
| شادية               | يا بنت بلدي شجرة ورد يا سارق من عينى النوم                                                           |
| فايزة أحمد          | أجمل ام الله يافجر                                                                                   |
| نجاة الصغيرة        | يا طلعة السعد                                                                                        |
| ليلى مراد           | باسم الله                                                                                            |
| فايدة كامل          | عاد السلام يا نيل عالوحدة ما شاء الله حررنا خلاص أراضينا حيوا شهيد الحرية غني للبشاير يا ارض الجزاير |
| عبد اللطيف التلباني | من فوق برج الجزيرة                                                                                   |
| عبد الغني السيد     | دعاء النصر مواكب للعلا طالعه                                                                         |
| كارم محمود          | مواكب الثائرين اخى في العروبه ايدك في ايدى يا عم.                                                    |
| مها صبري            | افتح ياسمسم                                                                                          |
| شهرزاد              | يا رجالنا يا أحرار طلي م العلالي.                                                                    |
| شريفة فاضل          | مبروك عليك يا معجبانى يا غالى صباحية مباركة خليلى حاليلى                                             |
| نجاة علي            | وعيد الشعب.                                                                                          |
| محمد قنديل          | كفاح العرب يا راجع م اليمن يللا يا شغال.                                                             |
| محمد الكحلاوي       | طريق النور والحرية زينة واللة زينة. حوم يا حمام المجموعة من ألحان رياض السنباطى وخليك مع الله        |
| نازك                | يا حلو تحت التوتة                                                                                    |
| محمد عبد الوهاب     | والله ما انا سالى                                                                                    |

## ملخص أعماله
كتب أكثر من 14 مسلسل للتمثيل لبعض الإذاعات العربية. كتب حوالى 300 أغنية و 20 صورة غنائية و 14 مسلسل شعرى غنائى بالعربية الفصحى كمان كتب فوازير رمضان
غنت نازك من تأليفه تحت التوتة ألحان السورى محمد محسن، وغنى محمد فوزي يا اللى أنت بعيد - لمحمد فوزى واشترك في كتابة أغانى فيلم علشان عيونك لعبد العزيز محمود. غنى الصبر يا قلبى – ياقلبى ليه كل ده – يا صغيرين ع الهوى – بين العيون – ياليل يابو الليالى وكان أول عمل للمؤلف في الاذاعه وغناها عبد العزيز محمود في فيلم ست البنات 1961 إخراج حسام الدين مصطفى وغنت المطربه أحلام من نظمه نور على نور وموسيقى عبد العظيم محمد – غاوي الحمام الحان كارم محمود وغنى كارم محمود من نظم حيرم الغمراوى انشودة موكب التحرير والحان احمد صدقى- ولثورة يوليو نظم شاعرنا ايدى في ايدك ياعم الحان احمد صدقى وغنت رجاء عبده احترت أشبه حسنه بأيه من الحان محمود محمد كامل - واقولك ايه يا قلبى من الحان مرسى الحريرى وغنت المطربه حفصه حلمى بزياده يا قلبى من الحان فؤاد حلمى وغنى إسماعيل شبانه نشيد يارب ساعدنا من الحان فؤاد حلمى وغنى عبد العزيز محمود أول عمل للمؤلف بالاذاعه وتغنى بتلك الاغنيه في فيلم ست البنات واشتهرت في الحفلات العامه ويا صغيرين ع الهوى والصبر يا قلبى وغنى الفنان سيد مصطفى ومن الحانة يا عرقسوس وغنت المطربه فايده كامل حيوا شهيد الحرية في عيد بور سعيد 1964 - ورموش الغزال من الحان عبد العظيم محمد - وحررنا خلاص اراضينا وكانت تلك الانشوده لثورة يوليو من الحان محمد الموجى - وسلمت لحبيبى من الحان سيد مصطفى وانشودة عاد السلام يا نيل من الحان محمود الشريف وغنت مطربة العواطف ملك محمد - عصفور جريح من الحان محمد قاسم ولحن شرفتنا لعبد العظيم عبد الحق وغنى محمد الكحلاوى اللحن الدينى على مدنة ام هاشم – امام المتقين – هو الله وغنت المطربه شاديه يابنت بلدى زعيمنا قال وشجرة ورد ويا سارق من عينى النوم لمحمود الشريف – شجرة ورد لمحمد الموجى وغنت المطربه السورية نازك من نظم الشاعر حيرم الغمراوى يا حلو تحت التوتة من الحان محمد محسن وجمال الروح وجمعتنا الايام من الحان رياض السنباطى وغنت المطربه الكبيره نجاة على عاد الغريب باليل من الحان عبدالعظيم محمد – دور يا زمانى الحان محمد القصبجى - وعابر سبيل من ألحان أحمد عبد القادر وغنت حورية حسن حب الجمال من الحان عبدالعظيم عبدالحق – ليه ياترى لعزت الجاهلي - وعصافير الجنه من موسيقى محمود محمد كامل وغنت المطربه أحلام غاوي الحمام من الحان كارم محمود ونور على نور لعبد العظيم محمد. غنى عبد الغنى السيد انشودة دعاء النصر ألحان محمود الشريف وغنت شريفة فاضل الصباحيه ومبروك عليك يا معجبانى لسيد مكاوي وكتر من دلالك لفؤاد حلمى وغنى محمد قنديل من وطنيات حيرم الغمراوى ياراجع من اليمن والحان عبد العظيم محمد وغنت هدى سلطان خليك ودود لمنير مراد وغنى محمد عبدالمطلب مع المطربه فاطمة علي ثنائية يا عاشقه الليل لمحمد القصبجى وغنت نجاة لثوره يوليو يا طالعه السعد لمحمد فوزى.
من البرامج والصور الغنائيه:
- ابن عروس ألحان: سيد مصطفى غناء: حورية حسن ومحمد قنديل وأحمد عبد الله وسيد حواس تمثيل: أحمد راضي وشفيق نور الدين وليلى فهمي وفاخر فاخر وصلاح منصور.
- جنة الصحراء غناء عباس البليدى وشفيق جلال وهند علام وألحان فؤاد حلمى ومن غناء فايدة كامل
- رموش الغزال: ألحان عبد العظيم محمد
- وعاد السلام يا نيل ألحان محمود الشريف وغنت فايزه أحمد الله يا قمر أول ما نور، ألحان محمد ضياء الدين
- أجمل أم لمنير مراد
- الله يا فجر لمحمد ضياء الدين
- غنت شهر زاد أنشودة الشعب والجيش من موسيقى على فراج
- طل من العلالي لعبد العظيم محمد
- غنى عبد اللطيف التلبانى من فوق برج الجزيرة الحان محمد الموجى وكتب مجموعه من الصور والبرامج الغنائيه منهم من مصر لاسكندريه برنامج غنائى واصوات عباس البليدى ومحمد رشدى وعصمت عبد العليم والمجموعه ومن الحان محمود الشريف
- البرنامج الغنائي ابن عروس وشارك الغناء محمد قنديل وحورية حسن والسيد حواس وأحمد عبد الله ومن ألحان سيد مصطفى
- جنة الصحراء وغنى عباس البليدى وهند علام وشفيق جلال وفاطمه على ومن ألحان فؤاد حلمى
- حسن الفكهانى وغنت فايدة كامل ومحمد قنديل وسيد مصطفى الحان أيضا – وايضا نظم كلمات البرنامج الغنائى من مصر لاسكندريه وغنى خلال أحداثه محمد رشدي وعصمت عبد العليم وعباس البليدى والمجموعه ومن ألحان محمود الشريف

## كتبه
- كتابه الأول (زهور في روضة الأدب الشعبى) سنة 1952
- كتاب (أدب الشعب) - مطابع جريدة المصري - شركة التوزيع المصرية - القاهرة 1958
- له قصائد في كتاب (الحياد الإيجابي ومستقبل السلام) - الجامعة الشعبية المصرية بالخرطوم - 1955

## روابط خارجية
- حيرم الغمراوي على موقع الدهليز
- حيرم الغمراوي على موقع قاعدة بيانات الأفلام العربية